# Pseudoglauia terrea
Pseudoglauia terrea är en insektsart som först beskrevs av Bolívar, I. 1912.  Pseudoglauia terrea ingår i släktet Pseudoglauia och familjen Pamphagidae. Inga underarter finns listade i Catalogue of Life.